# Obrejița
Obrejița est une commune roumaine située dans le județ de Vrancea.